# Parrillada mixta de Jerusalén
La parrillada mixta de Jerusalén (en árabe: مشاوي القدس المشكلة‎, romanizado: mashāwī al-Quds al-mushkila; en hebreo: מעורב ירושלמי‎, romanizado: me'orav Yerushalmi) es un plato de carne a la parrilla considerado una especialidad de Jerusalén . Consiste en corazones de pollo, bazo e hígado mezclados con trozos de cordero cocinados en una parrilla plana, sazonados con cebolla, ajo, pimienta negra, comino, cúrcuma, aceite de oliva y cilantro.
Se cree que fue inventado en el Mercado Mahane Yehuda, donde varios restaurantes se denominan ser los creadores. 
En 2009, los chefs israelíes crearon una porción gigante que pesaba 200 kilos, ganando un récord Guinness para la parrillada mixta más grande de Jerusalén. También prepararon el plato más pequeño del mundo: un Meorav Yerushalmi en un pan de pita del tamaño de una moneda.
Según el crítico de alimentos de Haaretz, Daniel Rogov, los chefs de renombre mundial han suplicado a Sima, uno de los asadores, por la receta, que incluye un ingrediente secreto descrito como «pimienta georgiana».